# 希克马特·米尔扎耶夫
希克马特·伊扎特·奥格雷·米尔扎耶夫，塔利什人，阿塞拜疆指挥官。担任阿塞拜疆武装部队中将、阿塞拜疆特种部队指挥官，参加2016年纳戈尔诺-卡拉巴赫冲突和2020年纳戈尔诺-卡拉巴赫战争，期间指挥舒沙战役，并取得了战争的胜利。米尔扎耶夫因功获授卫国战争英雄勋章。

## 生平
米尔扎耶夫出生在苏联时期的阿塞拜疆苏维埃社会主义共和国比利亚苏瓦尔区。米尔扎耶夫早年参加阿塞拜疆武装部队，并作为特种部队成员，参加了第一次纳戈尔诺-卡拉巴赫战争。
2002年1月19日，盖达尔·阿利耶夫总统下达命令，米尔扎耶夫被授予中校军衔。2015年4月29日，阿塞拜疆组建新成立的特种部队军事单位，米尔扎耶夫作为特种部队的指挥官出席战旗授予仪式。2016年4月纳戈尔诺-卡拉巴赫爆发冲突，他带领阿塞拜疆特种部队参战。
2020年10月4日，阿塞拜疆总统伊利哈姆·阿利耶夫以阿塞拜疆武装部队最高总司令的身份，祝贺米尔扎耶夫与迈斯·巴尔胡达罗夫少将率部合作，成功收复了杰布拉伊尔市和杰布拉伊尔区的九个村庄。同年10月17日，阿利耶夫总统授予米尔扎耶夫中将军衔。11月8日，米尔扎耶夫率部取得了舒沙战役的胜利，并再获阿利耶夫总统的祝贺。舒沙战役结束后三天，亚美尼亚和阿塞拜疆双方签署《2020年纳戈尔诺-卡拉巴赫停火协议》。12月10日，米尔扎耶夫率领阿塞拜疆特种部队参加2020年巴库胜利阅兵。

## 荣誉
- 2003年6月24日，米尔扎耶夫获授英雄勋章（英语：For Heroism Medal）[12]。
- 2015年6月24日，米尔扎耶夫获授祖国服务勋章（英语：For service to the Fatherland Order）[13][14]。
- 2020年10月17日，伊利哈姆·阿利耶夫颁发命令状，米尔扎耶夫获授中将军衔[15]。
- 2020年12月9日，阿利耶夫授予米尔扎耶夫卫国战争英雄勋章（英语：Hero of the Patriotic War）。[16]